# Pipunculus nitor
Pipunculus nitor är en tvåvingeart som beskrevs av Morakote 1990. Pipunculus nitor ingår i släktet Pipunculus och familjen ögonflugor. Inga underarter finns listade i Catalogue of Life.